# ستيبان لونتشار
ستيبان لونتشار هو لاعب كرة قدم بوسني في مركز الوسط، ولد في 10 نوفمبر 1996 في موستار في البوسنة والهرسك. لعب مع نادي شيروكي برييغ.

## وصلات خارجية
- ستيبان لونتشار على موقع الاتحاد الدولي (مؤرشف)  (الإنجليزية)
- ستيبان لونتشار على موقع الاتحاد الأوربي (الإنجليزية)
- ستيبان لونتشار على موقع الاتحاد الأوربي (الإنجليزية)
- ستيبان لونتشار على موقع قاعدة بيانات كرة القدم.إي يو (الإنجليزية)
- ستيبان لونتشار على موقع ناشيونال فوتبول تيمز (الإنجليزية)
- ستيبان لونتشار على موقع Soccerway.com (الإنجليزية)
- ستيبان لونتشار على موقع عالم كرة القدم.نت (الإنجليزية)